# Парламент Доминиканской Республики
Национальный конгресс (исп. Congreso Nacional) — законодательный орган (парламент) Доминиканской республики.

## Состав
Современный парламент состоит из двух палат:
- Верхняя палата — Сенат Доминиканской республики (исп. El Senado)
- Нижняя палата — Палата депутатов Доминиканской республики (исп. La Cámara de Diputados).